# Sant Pere de la Curullada
Sant Pere és l'església parroquial del poble de la de la Curullada al municipi de Granyanella (la Segarra) inclosa a l'Inventari del Patrimoni Arquitectònic de Catalunya. És dalt d'un turó al costat de les restes del Castell de la Curullada. En el moment de la construcció, al poble de la Curullada es realitzen importants obres arquitectòniques com ara la remodelació del castell.
Té planta rectangular, amb una capella adossada a la part esquerra de l'edifici, mentre que a la part dreta hi trobem la sagristia la qual queda perfectament adossada i integrada a l'església. També es pot observar un campanar de forma quadrangular, que sobresurt del teulat a dues aigües pel costat esquerre de l'edifici, i amb obertures amb arc de mig punt per poder situar les campanes al seu interior.

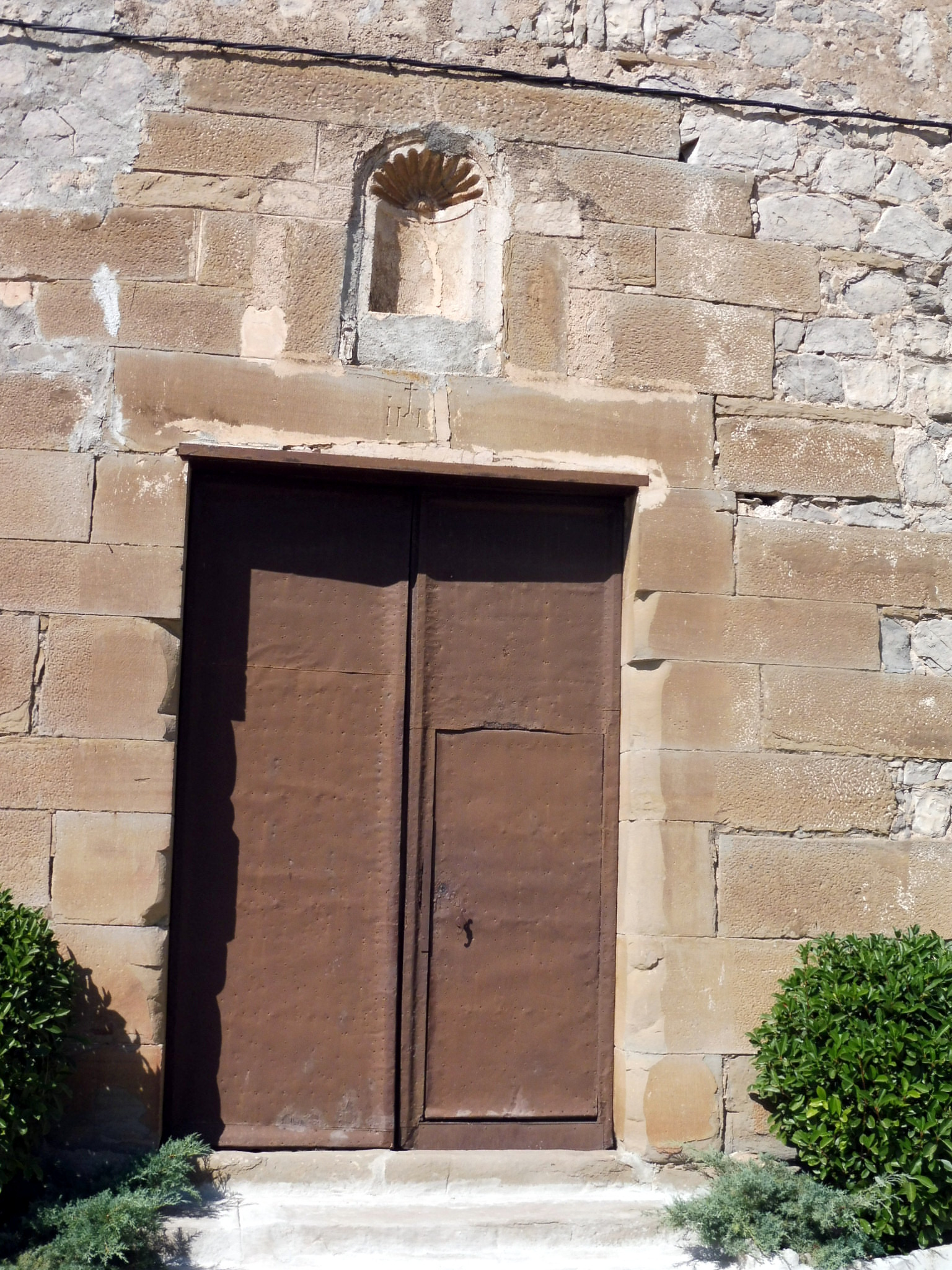
Porta del temple

El mur està realitzat amb paredat i carreus de pedra local molt ben treballats situats a les cantonades i a la porta principal de l'església, amb una estructura allindanada, sobre la qual apareix una petita fornícula, coronada amb forma de petxina, que devia allotjar el sant a la qual està dedicada l'església. Per sobre d'aquesta, apareixen dues obertures per il·luminar l'interior del temple, una de circular situada a la meitat de la façana, i una altra de quadrada a sota de la teulada.
La pila d'aigua beneïda, és una reconstrucció a petita escala de la pica baptismal trobada a l'exterior de l'església. Presenta una cornisa superior doble que limita el brocal, una franja excavada i una segona cornisa. Per sota d'aquesta, uns dotze lòbuls donen caire de flor que suporta la part superior. Es recolza en un peu lleugerament retorçat.
La pica baptismal és de grans mides i feta de pedra. Presenta en un dels costats, restes d'haver estat adossada a una paret. Hi consta un brocal en forma de cornisa, una faixa excavada i una segona cornisa, el conjunt dels quals delimiten la part superior de la pica. Una vintena de sòcols limiten uns relleus en forma de lòbuls.
Malauradament, la posició mig enfonsada de la pica, avui dia transformada en test, impedeix parlar de la seva base.